# ژانگ یوفی (شناگر)
ژانگ یوفی (انگلیسی: Zhang Yufei؛ زادهٔ ۱۹ آوریل ۱۹۹۸) شناگر اهل چین است.
وی در مسابقات کشوری و بین‌المللی در مجموع برندهٔ ۶ مدال طلا، ۵ مدال نقره، ۴ مدال برنز شده‌است.